# Slavica Ćukteraš
Slavica Ćukteraš (sérvio cirílico: Славица Ћуктераш) (nascida em 28 de janeiro de 1985 em Šabac, Sérvia) é uma cantora sérvia.